# Лизунов, Павел Владимирович
Па́вел Влади́мирович Лизуно́в (род. 8 октября 1960, Северодвинск) — российский историк. Доктор исторических наук, профессор.

## Биография
В 1986 году окончил исторический факультет ЛГУ. Учитель — Б. В. Ананьич. Кандидатская диссертация «Санкт-Петербургская фондовая биржа (XIX — начало XX вв.)» (СПбГУ, 1992), докторская диссертация «Биржи в России и экономическая политика правительства (XVIII — начало XX вв.)» (ПГУ имени М. В. Ломоносова, 2002).
Член Санкт-Петербургского общества историков и архивистов, член Научного Совета РАН по проблемам российской и мировой экономической истории, член Диссертационного совета САФУ имени М. В. Ломоносова.
Член редакционной коллегии: «Вестник Санкт-Петербургского университета. История», «Экономическая история: ежегодник», член редакционного совета: «Экономическая история», «Современная наука: актуальные проблемы теории и практики. Серия: Гуманитарные науки».
Профессор кафедры истории, экономики и права гуманитарного института Северодвинского филиала Северного (Арктического) федерального университета имени М. В. Ломоносова. Читает курсы: «Отечественная история», «История государственного управления в России», «Краеведение» и др. Сфера научных интересов: экономическая история, краеведение, историография.
Награждён Грамотой министра образования РФ, медалью Почетный работник высшего профессионального образования, лауреат премии имени академика И. Д. Ковальченко.

## Основные работы
- Петербург. История банков (совм. с Б. В. Ананьичем, С. Г. Беляевым, З. В. Дмитриевой, С. К. Лебедевым, В. В. Морозаном). — СПб.: Третье тысячелетие, 2001. — 304 с. — ISBN 5-88325-048-3.
- Биржи в России и экономическая политика правительства (XVIII — начало XX вв.). — Архангельск: Поморский государственный университет, 2002. — 244 с.
- Санкт-Петербургская биржа и российский рынок ценных бумаг (1703—1917). — СПб.: Русско-Балтийский информационный центр «Блиц», 2004. — 576 с.
- Кредит и банки в России до начала XX в.: Санкт-Петербург и Москва (совм. с Б. В. Ананьичем, М. И. Арефьевой, С. Г. Беляевым, А. В. Бугровым, М. М. Дадыкиной, О. В. Драган, З. В. Дмитриевой, С. К. Лебедевым, В. В. Морозаном, Ю. А. Петровым, С. А. Саломатиной). — СПб.: — Изд-во СПбГУ, 2005. — 667 с. — ISBN 5-288-03865-1
- Петербургские купцы, фабриканты и банкиры Штиглицы. — СПб.: Изд-во «Алетейя», 2014. — 608 с. — ISBN 5-906705-30-3
- Банкирский дом «И. Е. Гинцбург» и его владельцы. — СПб.: Дмитрий Буланин, 2017. — 288 с. — ISBN 978-5-86007-837-6
- Зарождение биржевой прессы Санкт-Петербурга / П. В. Лизунов // Триста лет печати Санкт-Петербурга : Материалы международной научной конференции. Санкт-Петербург. 11-13 мая 2011 года. — СПб. : Государственный музей истории Санкт-Петербурга, 2011. — С. 369—376.
- Банкирский дом «Г. Вавельберг» и его владельцы: от меняльной лавки до акционерных банков в Петербурге и Варшаве. СПб.: Наука, 2021. — 351 с. ISBN 978-5-02-040495-3
- First Balkan War and St. Petersburg Stock Exchange // Herald of the Russian Academy of Sciences. 2022. — Vol. 92. — Suppl. 12. — Pp. 1195—1204.
- Банкиры российского императорского двора второй половины XVIII — начала XIX в. // Экономическая история. Ежегодник 2022. — М.: Институт российской истории РАН, 2023. — С. 173—228
- Купеческая биржа в России в XVIII — первой трети XIX века. СПб.: Историческая иллюстрация, 2024. — 488 с. —  ISBN 978-5-89566-270-0